# 美巴那肼
美巴那肼（商品名Actomol）是一种单胺氧化酶抑制剂，化学式为C8H12N2。它于1960年代曾用作抗抑郁药，但现因其肝毒性而被撤回。动物实验发现美巴那肼是比苯异丙肼更强的单胺氧化酶抑制剂，治疗指数更大。